# Campeonato Femenino Sub-20 de la Concacaf de 2022
El Campeonato Femenino Sub-20 de la Concacaf de 2022 fue la XI edición del torneo, y se disputó del 25 de febrero al 12 de marzo de 2022.
Los 3 mejores equipos clasificaron a la Copa Mundial Femenina Sub-20 de 2022, a estos 3 equipos se unirá Costa Rica, clasificado automáticamente a la Copa Mundial en calidad de anfitriona.

## Clasificación
Los mejores 16 equipos en la Clasificación de Selecciones Femeninas Sub-20 de la CONCACAF (del 31 de marzo de 2020) clasificarán de manera automática a la fase de grupos del Torneo Final. Los 12 equipos restantes inscritos en la competición disputarán una eliminatoria; el ganador de cada grupo clasificará a la ronda de octavos de final del Torneo Final en República Dominicana.

### Clasficación de la CONCACAF
| Clas. | Selección              |
| ----- | ---------------------- |
| 1     | Estados Unidos         |
| 2     | México                 |
| 3     | Canadá                 |
| 4     | Haití                  |
| 5     | Trinidad y Tobago      |
| 6     | Jamaica                |
| 8     | República Dominicana   |
| 9     | Honduras               |
| 10    | Guyana                 |
| 11    | Guatemala              |
| 12    | El Salvador            |
| 13    | Puerto Rico            |
| 14    | Panamá                 |
| 15    | Cuba                   |
| 16    | Nicaragua              |
| 17    | San Cristóbal y Nieves |

| Clas. | Selección                      |
| ----- | ------------------------------ |
| 18    | Bermudas                       |
| 19    | Islas Caimán                   |
| 20    | Granada                        |
| 21    | Santa Lucía                    |
| 22    | Anguila                        |
| 24    | Antigua y Barbuda              |
| 25    | Surinam                        |
| 26    | San Vicente y las Granadinas   |
| 27    | Curazao                        |
| 29    | Belice                         |
| 33    | Bahamas                        |
| 41    | Islas Vírgenes Estadounidenses |

| Clas. | Selección                 |
| ----- | ------------------------- |
| 7     | Costa Rica                |
| 23    | Barbados                  |
| 28    | Dominica                  |
| 30    | Bonaire                   |
| 31    | Islas Vírgenes Británicas |
| 32    | Aruba                     |
| 34    | Guayana Francesa          |
| 35    | Guadalupe                 |
| 36    | Martinica                 |
| 37    | Montserrat                |
| 38    | Sint Maarten              |
| 39    | Saint-Martin              |
| 40    | Islas Turcas y Caicos     |

## Fase preliminar

### Sorteo preliminar
Los 13 participantes fueron sorteados en 1 grupo de 4 equipos y 3 grupos de 3 equipos. Dominica (sorteada en el Grupo A) y Martinica (sorteada en el Grupo B) se retiraron antes del inicio del torneo. Bahamas reemplazó a Martinica en el Grupo B. Finalmente los 12 equipos jugaron en 4 grupos de 3 equipos cada uno.
| Bombo 1                                   | Bombo 2                                                        | Bombo 3                                                          |
| ----------------------------------------- | -------------------------------------------------------------- | ---------------------------------------------------------------- |
| Bermudas Islas Caimán Granada Santa Lucía | Anguila Antigua y Barbuda Surinam San Vicente y las Granadinas | Curazao Dominica Belice Martinica Islas Vírgenes Estadounidenses |

- Todos los partidos de la fase preliminar se jugaron en Willemstad, Curazao.

### Grupo A
| Pos. | Equipo                         | Pts. | PJ | G | E | P | GF | GC | Dif. | Clasificación         |
| ---- | ------------------------------ | ---- | -- | - | - | - | -- | -- | ---- | --------------------- |
| 1    | Bermudas                       | 6    | 2  | 2 | 0 | 0 | 9  | 0  | +9   | Fase de eliminatorias |
| 2    | San Vicente y las Granadinas   | 1    | 2  | 0 | 1 | 1 | 1  | 5  | −4   |                       |
| 3    | Islas Vírgenes Estadounidenses | 1    | 2  | 0 | 1 | 1 | 1  | 6  | −5   |                       |

 Fuente: CONCACAF
| 14 de septiembre de 2021 | Islas Vírgenes Estadounidenses | 0:5     | Bermudas                                               | Ergilio Hato Stadium, Willemstad |  |
|                          |                                | Reporte | - Jahn. Simmons 13' 90+4' - Bean 18' 21' - Masters 20' |                                  |  |

| 16 de septiembre de 2021 | San Vicente y las Granadinas | 1:1     | Islas Vírgenes Estadounidenses | Ergilio Hato Stadium, Willemstad |  |
|                          | Creese 34'                   | Reporte | Weyland 3'                     |                                  |  |

| 18 de septiembre de 2021 | Bermudas                                        | 4:0     | San Vicente y las Granadinas | Ergilio Hato Stadium, Willemstad |  |
|                          | - Jahn. Simmons 24' 41' - Cabral 53' - Bean 75' | Reporte |                              |                                  |  |

### Grupo B
| Pos. | Equipo       | Pts. | PJ | G | E | P | GF | GC | Dif. | Clasificación         |
| ---- | ------------ | ---- | -- | - | - | - | -- | -- | ---- | --------------------- |
| 1    | Islas Caimán | 6    | 2  | 2 | 0 | 0 | 5  | 0  | +5   | Fase de eliminatorias |
| 2    | Bahamas      | 3    | 2  | 1 | 0 | 1 | 1  | 2  | −1   |                       |
| 3    | Anguila      | 0    | 2  | 0 | 0 | 2 | 0  | 4  | −4   |                       |

 Fuente: CONCACAF
| 14 de septiembre de 2021 | Bahamas | 0:2     | Islas Caimán  | Ergilio Hato Stadium, Willemstad |  |
|                          |         | Reporte | Kehoe 45' 70' |                                  |  |

| 16 de septiembre de 2021 | Anguila | 0:1     | Bahamas | Ergilio Hato Stadium, Willemstad |  |
|                          |         | Reporte | Edey 8' |                                  |  |

| 18 de septiembre de 2021 | Islas Caimán      | 3:0     | Anguila | Ergilio Hato Stadium, Willemstad |  |
|                          | Kehoe 33' 49' 67' | Reporte |         |                                  |  |

### Grupo C
| Pos. | Equipo            | Pts. | PJ | G | E | P | GF | GC | Dif. | Clasificación         |
| ---- | ----------------- | ---- | -- | - | - | - | -- | -- | ---- | --------------------- |
| 1    | Curazao (H)       | 6    | 2  | 2 | 0 | 0 | 6  | 2  | +4   | Fase de eliminatorias |
| 2    | Santa Lucía       | 3    | 2  | 1 | 0 | 1 | 10 | 5  | +5   |                       |
| 3    | Antigua y Barbuda | 0    | 2  | 0 | 0 | 2 | 0  | 9  | −9   |                       |

 Fuente: CONCACAF
| 14 de septiembre de 2021 | Curazao                                        | 5:2     | Santa Lucía                  | FFK Stadium, Willemstad |  |
|                          | - Hansen 4' 16' - Rosa 28' 37' - Alexandre 30' | Reporte | - Louis 53' - Shepherd 90+4' |                         |  |

| 16 de septiembre de 2021 | Antigua y Barbuda | 0:1     | Curazao  | FFK Stadium, Willemstad |  |
|                          |                   | Reporte | Rosa 34' |                         |  |

| 18 de septiembre de 2021 | Santa Lucía                                                          | 8:0     | Antigua y Barbuda | FFK Stadium, Willemstad |  |
|                          | - St. Louis 2' 53' 54' 68' 76' - Louis 20' - Solomon 59' - Regis 80' | Reporte |                   |                         |  |

### Grupo D
| Pos. | Equipo  | Pts. | PJ | G | E | P | GF | GC | Dif. | Clasificación         |
| ---- | ------- | ---- | -- | - | - | - | -- | -- | ---- | --------------------- |
| 1    | Surinam | 6    | 2  | 2 | 0 | 0 | 8  | 4  | +4   | Fase de eliminatorias |
| 2    | Belice  | 3    | 2  | 1 | 0 | 1 | 8  | 4  | +4   |                       |
| 3    | Granada | 0    | 2  | 0 | 0 | 2 | 3  | 11 | −8   |                       |

 Fuente: CONCACAF
| 14 de septiembre de 2021 | Granada                 | 2:5     | Surinam                                                                | FFK Stadium, Willemstad |  |
|                          | - Bubb 9' - Johnson 59' | Reporte | - Slijngard 16' - Loe-a-foe 32' - Gallant 40' 57' - Chin-see-chong 44' |                         |  |

| 16 de septiembre de 2021 | Surinam                              | 3:2     | Belice              | FFK Stadium, Willemstad |  |
|                          | - Gallant 8' 55' - Thomas 66' (a.g.) | Reporte | - Velásquez 16' 41' |                         |  |

| 18 de septiembre de 2021 | Belice                                                                            | 6:1     | Granada       | FFK Stadium, Willemstad |  |
|                          | - Velásquez 4' - Terry 22' 43' - Casimiro 25' - Sylvester 61' (a.g.) - Blanco 80' | Reporte | - Phillip 81' |                         |  |

## Fase Final • República Dominicana
Los tres mejores equipos de cada grupo avanzaban a los octavos de final, donde se unirán los cuatro equipos que avanzaron desde la fase preliminar.

### Sorteo final
El sorteo final se realizó el día 15 de noviembre de 2021 en Miami, Estados Unidos, sede de la CONCACAF. Los bombos fueron ordenados de acuerdo a la  Clasificación de Selecciones Nacionales de la CONCACAF publicada el 31 de marzo de 2020.
| Bombo 1                            | Bombo 2                                                 | Bombo 3                                  | Bombo 4                                      |
| ---------------------------------- | ------------------------------------------------------- | ---------------------------------------- | -------------------------------------------- |
| Estados Unidos México Canadá Haití | Trinidad y Tobago Jamaica República Dominicana Honduras | Guyana Guatemala El Salvador Puerto Rico | Panamá Cuba Nicaragua San Cristóbal y Nieves |

### Sedes
| Estadio Panamericano | Estadio Olímpico Félix Sánchez |
| Capacidad: 2.800     | Capacidad: 27.000              |
|                      |                                |

## Fase de grupos
Los partidos se muestran en hora local, AST (UTC-4)

### Grupo E
| Equipo               | Pts | PJ | PG | PE | PP | GF | GC | Dif |
| -------------------- | --- | -- | -- | -- | -- | -- | -- | --- |
| Estados Unidos       | 9   | 3  | 3  | 0  | 0  | 20 | 0  | +20 |
| Puerto Rico          | 6   | 3  | 2  | 0  | 1  | 4  | 8  | -4  |
| República Dominicana | 3   | 3  | 1  | 0  | 2  | 4  | 11 | -7  |
| Nicaragua            | 0   | 3  | 0  | 0  | 3  | 1  | 10 | -9  |

| 25 de febrero de 2022 | Estados Unidos                                                             | 6:0 (3:0) | Nicaragua | Estadio Olímpico Félix Sánchez, Santo Domingo |                              |
| 16:00 (AST)           | - Multrie 2' - Cooper 7' - Jackson 17' - Kitahata 51', 64' - McConnell 87' | Reporte   |           | Árbitra: Carly Shaw-MacLaren                  | Árbitra: Carly Shaw-MacLaren |

| 25 de febrero de 2022 | República Dominicana | 1:3 (1:2) | Puerto Rico                            | Estadio Olímpico Félix Sánchez, Santo Domingo |                         |
| 19:00 (AST)           | - Marte 43'          | Reporte   | - Hart 12' - Nieves 45+1' - Garner 68' | Árbitra: Crystal Sobers                       | Árbitra: Crystal Sobers |

| 27 de febrero de 2022 | Puerto Rico | 0:7 (0:4) | Estados Unidos                                                           | Estadio Olímpico Félix Sánchez, Santo Domingo |                         |
| 16:00 (AST)           |             | Reporte   | - Patterson 8', 11', 24', 45+4' - Missimo 58' - Mason 80' - Kitahata 83' | Árbitra: Astrid Gramajo                       | Árbitra: Astrid Gramajo |

| 27 de febrero de 2022 | Nicaragua       | 1:3 (0:1) | República Dominicana              | Estadio Olímpico Félix Sánchez, Santo Domingo |                         |
| 19:00 (AST)           | - Navarrete 87' | Reporte   | - Vargas 45+1', 64' - A. Díaz 69' | Árbitra: Sandra Benítez                       | Árbitra: Sandra Benítez |

| 1 de marzo de 2022 | Puerto Rico | 1:0 (0:0) | Nicaragua | Estadio Olímpico Félix Sánchez, Santo Domingo |                      |
| 16:00 (AST)        | - Hart 66'  | Reporte   |           | Árbitra: Mirian León                          | Árbitra: Mirian León |

| 1 de marzo de 2022 | Estados Unidos                                                                                      | 7:0 (3:0) | República Dominicana | Estadio Olímpico Félix Sánchez, Santo Domingo |                          |
| 19:00 (AST)        | - Kitahata 33' - Missimo 35', 41' - Marte 47' (a.g.) - DellaPeruta 58' - Colton 79' - Jackson 90+2' | Reporte   |                      | Árbitra: Marianela Araya                      | Árbitra: Marianela Araya |

### Grupo F
| Equipo   | Pts | PJ | PG | PE | PP | GF | GC | Dif |
| -------- | --- | -- | -- | -- | -- | -- | -- | --- |
| México   | 9   | 3  | 3  | 0  | 0  | 13 | 0  | +13 |
| Panamá   | 4   | 3  | 1  | 1  | 1  | 6  | 4  | +2  |
| Guyana   | 3   | 3  | 1  | 0  | 2  | 2  | 10 | -8  |
| Honduras | 1   | 3  | 0  | 1  | 2  | 1  | 8  | -7  |

| 26 de febrero de 2022 | Honduras | 0:2 (0:1) | Guyana                          | Estadio Olímpico Félix Sánchez, Santo Domingo |                        |
| 16:00 (AST)           |          | Reporte   | - Banfield 45+4' - Narine 90+1' | Árbitra: Natalie Simon                        | Árbitra: Natalie Simon |

| 26 de febrero de 2022 | México                                             | 3:0 (0:0) | Panamá | Estadio Olímpico Félix Sánchez, Santo Domingo |                          |
| 20:00 (AST)           | - Avilez 48' - Villanueva 63' (pen.) - Chavero 81' | Reporte   |        | Árbitra: Marianela Araya                      | Árbitra: Marianela Araya |

| 28 de febrero de 2022 | Panamá       | 1:1 (0:0) | Honduras    | Estadio Olímpico Félix Sánchez, Santo Domingo |                              |
| 16:00 (AST)           | - Cedeño 58' | Reporte   | - Arias 62' | Árbitra: Carly Shaw-MacLaren                  | Árbitra: Carly Shaw-MacLaren |

| 28 de febrero de 2022 | Guyana | 0:5 (0:3) | México                                                                 | Estadio Olímpico Félix Sánchez, Santo Domingo |                        |
| 19:00 (AST)           |        | Reporte   | - Chavero 10' (pen.) - Maldonado 28', 56' - T. Flores 37' - Avilez 78' | Árbitra: Natalie Simon                        | Árbitra: Natalie Simon |

| 2 de marzo de 2022 | Guyana | 0:5 (0:3) | Panamá                                                            | Estadio Olímpico Félix Sánchez, Santo Domingo |                         |
| 16:00 (AST)        |        | Reporte   | - H. Holder 2' (a.g.) - Jaén 8' - Camarena 40', 61' - Vásquez 54' | Árbitra: Sandra Benítez                       | Árbitra: Sandra Benítez |

| 2 de marzo de 2022 | México                                                          | 5:0 (3:0) | Honduras | Estadio Olímpico Félix Sánchez, Santo Domingo |                          |
| 19:00 (AST)        | - Avilez 4', 11' - Villanueva 23' - Maldonado 64' - Mauleón 66' | Reporte   |          | Árbitra: Odette Hamilton                      | Árbitra: Odette Hamilton |

### Grupo G
| Equipo                 | Pts | PJ | PG | PE | PP | GF | GC | Dif |
| ---------------------- | --- | -- | -- | -- | -- | -- | -- | --- |
| Canadá                 | 9   | 3  | 3  | 0  | 0  | 16 | 0  | +16 |
| El Salvador            | 6   | 3  | 2  | 0  | 1  | 8  | 4  | +4  |
| San Cristóbal y Nieves | 3   | 3  | 1  | 0  | 2  | 7  | 14 | -7  |
| Trinidad y Tobago      | 0   | 3  | 0  | 0  | 3  | 2  | 15 | -13 |

| 25 de febrero de 2022 | Trinidad y Tobago | 0:3 (0:2) | El Salvador                              | Estadio Panamericano, San Cristóbal |                            |
| 16:00 (AST)           |                   | Reporte   | - Calderón 23' - Uribe 43' - Guillén 88' | Árbitra: Diana Pérez Borja          | Árbitra: Diana Pérez Borja |

| 25 de febrero de 2022 | Canadá                                                           | 7:0 (6:0) | San Cristóbal y Nieves | Estadio Panamericano, San Cristóbal |                     |
| 19:00 (AST)           | - Small 9', 33' - Smith 17', 30' - Ward 21', 44' - Courtnall 89' | Reporte   |                        | Árbitra: Tori Penso                 | Árbitra: Tori Penso |

| 27 de febrero de 2022 | San Cristóbal y Nieves                                                             | 7:2 (5:1) | Trinidad y Tobago          | Estadio Panamericano, San Cristóbal |                       |
| 16:00 (AST)           | - Bailey-Williams 6', 8', 30' (pen.) - Claxton 22', 45+4', 48' - Stokes 61' (pen.) | Reporte   | - Serrant 33' - Mendez 75' | Árbitra: Katia García               | Árbitra: Katia García |

| 27 de febrero de 2022 | El Salvador | 0:4 (0:1) | Canadá                                             | Estadio Panamericano, San Cristóbal |                          |
| 19:00 (AST)           |             | Reporte   | - Grant-Clavijo 26' - Smith 53' - Thurton 63', 77' | Árbitra: Odette Hamilton            | Árbitra: Odette Hamilton |

| 1 de marzo de 2022 | El Salvador                                                                | 5:0 (4:0) | San Cristóbal y Nieves | Estadio Panamericano, San Cristóbal |                                |
| 16:00 (AST)        | - I. Recinos 1' - Uribe 16', 45+5' - Sánchez 37' (pen.) - Amaya 64' (pen.) | Reporte   |                        | Árbitra: Priscilla Pérez Borja      | Árbitra: Priscilla Pérez Borja |

| 1 de marzo de 2022 | Canadá                                                             | 5:0 (1:0) | Trinidad y Tobago | Estadio Panamericano, San Cristóbal |                         |
| 19:00 (AST)        | - Ward 37' - Thurton 49' - Melenhorst 58' - Jourde 64' - Novak 90' | Reporte   |                   | Árbitra: Tatiana Guzmán             | Árbitra: Tatiana Guzmán |

### Grupo H
| Equipo    | Pts | PJ | PG | PE | PP | GF | GC | Dif |
| --------- | --- | -- | -- | -- | -- | -- | -- | --- |
| Guatemala | 7   | 3  | 2  | 1  | 0  | 5  | 3  | +2  |
| Haití     | 5   | 3  | 1  | 2  | 0  | 3  | 2  | +1  |
| Jamaica   | 4   | 3  | 1  | 1  | 1  | 3  | 1  | +2  |
| Cuba      | 0   | 3  | 0  | 0  | 3  | 3  | 8  | -5  |

| 26 de febrero de 2022 | Jamaica | 0:1 (0:0) | Guatemala       | Estadio Panamericano, San Cristóbal |                      |
| 16:00 (AST)           |         | Reporte   | - Contreras 90' | Árbitra: Mirian León                | Árbitra: Mirian León |

| 26 de febrero de 2022 | Haití                       | 2:1 (2:0) | Cuba               | Estadio Panamericano, San Cristóbal |                           |
| 19:00 (AST)           | - Ornis 32' - Marcellus 41' | Reporte   | - Palma 71' (pen.) | Árbitra: Francia González           | Árbitra: Francia González |

| 28 de febrero de 2022 | Cuba | 0:3 (0:1) | Jamaica                          | Estadio Panamericano, San Cristóbal |                             |
| 16:00 (AST)           |      | Reporte   | - Simmonds 34', 49' - Salmon 81' | Árbitra: Ekaterina Koroleva         | Árbitra: Ekaterina Koroleva |

| 28 de febrero de 2022 | Guatemala  | 1:1 (1:1) | Haití           | Estadio Panamericano, San Cristóbal |                         |
| 19:00 (AST)           | - Cruz 21' | Reporte   | - Marcellus 45' | Árbitra: Melissa Borjas             | Árbitra: Melissa Borjas |

| 2 de marzo de 2022 | Guatemala                           | 3:2 (1:1) | Cuba                              | Estadio Panamericano, San Cristóbal |                           |
| 16:00 (AST)        | - Cruz 36', 77' (pen.) - Romero 54' | Reporte   | - Palma 45+1' (pen.) - Zara 90+3' | Árbitra: Francia González           | Árbitra: Francia González |

| 2 de marzo de 2022 | Haití | 0:0     | Jamaica | Estadio Panamericano, San Cristóbal |                       |
| 19:00 (AST)        |       | Reporte |         | Árbitra: Katia García               | Árbitra: Katia García |

## Fase de eliminatorias
Participarán los 3 mejores de cada grupo y los 4 equipos clasificados desde la fase preliminar (Bermudas, Islas Caimán, Curazao y Surinam).

### Cuadro de desarrollo
|  | Octavos de Final       | Octavos de Final |                |    | Cuartos de Final | Cuartos de Final |  |  | Semifinales | Semifinales |  |  | Final | Final |
|  |                        |                  |                |    |                  |                  |  |  |             |             |  |  |       |       |
|  |                        |                  |                |    |                  |                  |  |  |             |             |  |  |       |       |
|  |                        |                  |                |    |                  |                  |  |  |             |             |  |  |       |       |
|  | Estados Unidos         | 14               |                |    |                  |                  |  |  |             |             |  |  |       |       |
|  | Estados Unidos         | 14               |                |    |                  |                  |  |  |             |             |  |  |       |       |
|  | Surinam                | 0                |                |    |                  |                  |  |  |             |             |  |  |       |       |
|  | Surinam                | 0                | Estados Unidos | 6  |                  |                  |  |  |             |             |  |  |       |       |
|  |                        |                  | Estados Unidos | 6  |                  |                  |  |  |             |             |  |  |       |       |
|  |                        | Haití            | 0              |    |                  |                  |  |  |             |             |  |  |       |       |
|  | Haití                  | Haití            | 0              | 2  |                  |                  |  |  |             |             |  |  |       |       |
|  | Haití                  |                  |                | 2  |                  |                  |  |  |             |             |  |  |       |       |
|  | Guyana                 | 1                |                |    |                  |                  |  |  |             |             |  |  |       |       |
|  | Guyana                 | 1                | Estados Unidos | 7  |                  |                  |  |  |             |             |  |  |       |       |
|  |                        |                  | Estados Unidos | 7  |                  |                  |  |  |             |             |  |  |       |       |
|  |                        | Puerto Rico      | 0              |    |                  |                  |  |  |             |             |  |  |       |       |
|  | Puerto Rico            | Puerto Rico      | 0              | 7  |                  |                  |  |  |             |             |  |  |       |       |
|  | Puerto Rico            |                  |                | 7  |                  |                  |  |  |             |             |  |  |       |       |
|  | San Cristóbal y Nieves | 0                |                |    |                  |                  |  |  |             |             |  |  |       |       |
|  | San Cristóbal y Nieves | 0                | Puerto Rico    | 3  |                  |                  |  |  |             |             |  |  |       |       |
|  |                        |                  | Puerto Rico    | 3  |                  |                  |  |  |             |             |  |  |       |       |
|  |                        | Guatemala        | 0              |    |                  |                  |  |  |             |             |  |  |       |       |
|  | Guatemala              | Guatemala        | 0              | 2  |                  |                  |  |  |             |             |  |  |       |       |
|  | Guatemala              |                  |                | 2  |                  |                  |  |  |             |             |  |  |       |       |
|  | Bermudas               | 0                |                |    |                  |                  |  |  |             |             |  |  |       |       |
|  | Bermudas               | 0                | Estados Unidos | 2  |                  |                  |  |  |             |             |  |  |       |       |
|  |                        |                  | Estados Unidos | 2  |                  |                  |  |  |             |             |  |  |       |       |
|  |                        | México           | 0              |    |                  |                  |  |  |             |             |  |  |       |       |
|  | Canadá                 | México           | 0              | 13 |                  |                  |  |  |             |             |  |  |       |       |
|  | Canadá                 |                  |                | 13 |                  |                  |  |  |             |             |  |  |       |       |
|  | Islas Caimán           | 0                |                |    |                  |                  |  |  |             |             |  |  |       |       |
|  | Islas Caimán           | 0                | Canadá         | 1  |                  |                  |  |  |             |             |  |  |       |       |
|  |                        |                  | Canadá         | 1  |                  |                  |  |  |             |             |  |  |       |       |
|  |                        | Panamá           | 0              |    |                  |                  |  |  |             |             |  |  |       |       |
|  | Panamá                 | Panamá           | 0              | 3  |                  |                  |  |  |             |             |  |  |       |       |
|  | Panamá                 |                  |                | 3  |                  |                  |  |  |             |             |  |  |       |       |
|  | Jamaica                | 0                |                |    |                  |                  |  |  |             |             |  |  |       |       |
|  | Jamaica                | 0                | Canadá         | 0  |                  |                  |  |  |             |             |  |  |       |       |
|  |                        |                  | Canadá         | 0  |                  |                  |  |  |             |             |  |  |       |       |
|  |                        | México           | 1              |    | Tercer lugar     | Tercer lugar     |  |  |             |             |  |  |       |       |
|  | El Salvador            | México           | 1              | 5  | Tercer lugar     | Tercer lugar     |  |  |             |             |  |  |       |       |
|  | El Salvador            |                  |                | 5  |                  |                  |  |  |             |             |  |  |       |       |
|  | República Dominicana   | 2                |                |    |                  |                  |  |  |             |             |  |  |       |       |
|  | República Dominicana   | 2                | El Salvador    | 1  | Puerto Rico      | 0                |  |  |             |             |  |  |       |       |
|  |                        |                  | El Salvador    | 1  | Puerto Rico      | 0                |  |  |             |             |  |  |       |       |
|  |                        | México           | 5              |    | Canadá           | 2                |  |  |             |             |  |  |       |       |
|  | México                 | México           | 5              | 9  | Canadá           | 2                |  |  |             |             |  |  |       |       |
|  | México                 |                  |                | 9  |                  |                  |  |  |             |             |  |  |       |       |
|  | Curazao                | 0                |                |    |                  |                  |  |  |             |             |  |  |       |       |
|  | Curazao                | 0                |                |    |                  |                  |  |  |             |             |  |  |       |       |

### Octavos de final
| 4 de marzo de 2022 | Estados Unidos | 14:0 (3:0) | Surinam | Estadio Olímpico Félix Sánchez, Santo Domingo |                         |
| 16:00 (AST)        | - Colton 1', 88' - Kitahata 18' (pen.), 46', 52' - DellaPeruta 24' - Cooper 47', 82', 90' - Thompson 54', 85' - Reale 67' (pen.) - Patterson 72' - Mason 80' | Reporte    |         | Árbitra: Astrid Gramajo                       | Árbitra: Astrid Gramajo |

| 4 de marzo de 2022 | Puerto Rico                                                                                      | 7:0 (6:0) | San Cristóbal y Nieves | Estadio Panamericano, San Cristóbal |                         |
| 16:00 (AST)        | - Bailey-Williams 8' (a.g.) - Nieves 12' - Hart 13', 31' (pen.), 33' - Garner 45+2' - Torres 71' | Reporte   |                        | Árbitra: Crystal Sobers             | Árbitra: Crystal Sobers |

| 4 de marzo de 2022 | Canadá | 13:0 (5:0) | Islas Caimán | Estadio Olímpico Félix Sánchez, Santo Domingo |                            |
| 19:00 (AST)        | - Novak 5', 51' - Smith 7', 15', 45+2', 47' - Grant-Clavijo 39', 72' - Burns 61' - Courtnall 69' - Pante 75' - Melenhorst 76' - Jourde 86' | Reporte    |              | Árbitra: Diana Pérez Borja                    | Árbitra: Diana Pérez Borja |

| 4 de marzo de 2022 | El Salvador                                          | 5:2 (3:1) | República Dominicana      | Estadio Panamericano, San Cristóbal |                     |
| 19:00 (AST)        | - I. Recinos 31' - Sánchez 33', 70' - Reyes 40', 87' | Reporte   | - Clase 43' - A. Díaz 58' | Árbitra: Tori Penso                 | Árbitra: Tori Penso |

| 5 de marzo de 2022 | México | 9:0 (3:0) | Curazao | Estadio Olímpico Félix Sánchez, Santo Domingo |                             |
| 16:00 (AST)        | - Avilez 8', 16' - Delgado 35', 47' - Villanueva 63' (pen.) - Vázquez 71' (pen.) - Marroquin 73' - Chavero 81' (pen.) - Maldonado 84' | Reporte   |         | Árbitra: Ekaterina Koroleva                   | Árbitra: Ekaterina Koroleva |

| 5 de marzo de 2022 | Panamá                                          | 3:0 (2:0) | Jamaica | Estadio Panamericano, San Cristóbal |                         |
| 16:00 (AST)        | - Camarena 11' - Natis 39' (pen.) - Atencio 62' | Reporte   |         | Árbitra: Tatiana Guzmán             | Árbitra: Tatiana Guzmán |

| 5 de marzo de 2022 | Guatemala                | 2:0 (0:0) | Bermudas | Estadio Olímpico Félix Sánchez, Santo Domingo |                         |
| 19:00 (AST)        | - Texaj 56' - Xiquin 58' | Reporte   |          | Árbitra: Melissa Borjas                       | Árbitra: Melissa Borjas |

| 5 de marzo de 2022 | Haití                   | 2:1 (0:1) | Guyana      | Estadio Panamericano, San Cristóbal |                               |
| 19:00 (AST)        | - Moryl 58' - Ornis 88' | Reporte   | - Moore 37' | Árbitra: Priscila Pérez Borja       | Árbitra: Priscila Pérez Borja |

### Cuartos de final
| 8 de marzo de 2022 | Estados Unidos                                                                                  | 6:0 (1:0) | Haití | Estadio Panamericano, San Cristóbal |                         |
| 16:00 (AST)        | - Mason 8' - Thompson 50' - Jackson 68' - DellaPeruta 78' (pen.) - Patterson 87' - Cooper 90+4' | Reporte   |       | Árbitra: Tatiana Guzmán             | Árbitra: Tatiana Guzmán |

| 8 de marzo de 2022 | Puerto Rico                                  | 3:0 (2:0) | Guatemala | Estadio Olímpico Félix Sánchez, Santo Domingo |                           |
| 16:00 (AST)        | - Es. González 32', 72' - Pizarro 41' (pen.) | Reporte   |           | Árbitra: Francia González                     | Árbitra: Francia González |

| 8 de marzo de 2022 | Canadá            | 1:0 (1:0) | Panamá | Estadio Panamericano, San Cristóbal |                             |
| 19:00 (AST)        | - Ward 29' (pen.) | Reporte   |        | Árbitra: Ekaterina Koroleva         | Árbitra: Ekaterina Koroleva |

| 8 de marzo de 2022 | El Salvador   | 1:5 (0:3) | México                                                          | Estadio Olímpico Félix Sánchez, Santo Domingo |                         |
| 19:00 (AST)        | - Sánchez 52' | Reporte   | - Maldonado 13' - Mauleón 35', 45+1' - Cázares 81' - Guzmán 84' | Árbitra: Melissa Borjas                       | Árbitra: Melissa Borjas |

### Semifinales
| 10 de marzo de 2022 | Estados Unidos                                                                    | 7:0 (4:0) | Puerto Rico | Estadio Olímpico Félix Sánchez, Santo Domingo |                          |
| 16:00 (AST)         | - DellaPeruta 19' - Moultrie 22' - Cooper 35', 41' (pen.) - Jackson 65', 76', 81' | Reporte   |             | Árbitra: Odette Hamilton                      | Árbitra: Odette Hamilton |

| 10 de marzo de 2022 | Canadá | 0:1 (0:1) | México        | Estadio Olímpico Félix Sánchez, Santo Domingo |                         |
| 19:00 (AST)         |        | Reporte   | - Vázquez 27' | Árbitra: Astrid Gramajo                       | Árbitra: Astrid Gramajo |

### Tercer puesto
| 12 de marzo de 2022 | Puerto Rico | 0:2 (0:2) | Canadá                          | Estadio Olímpico Félix Sánchez, Santo Domingo |                       |
| 13:40 (AST)         |             | Reporte   | - Burns 38' (pen.) - Jourde 39' | Árbitra: Katia García                         | Árbitra: Katia García |

### Final
| 12 de marzo de 2022 | Estados Unidos                       | 2:0 (2:0) | México | Estadio Olímpico Félix Sánchez, Santo Domingo |                          |
| 16:40 (AST)         | - Cooper 3' - DellaPeruta 42' (pen.) | Reporte   |        | Árbitra: Marianela Araya                      | Árbitra: Marianela Araya |

|                                   |
| Bandera de Estados Unidos         |
| Campeón Estados Unidos 7.º título |

## Estadísticas

### Tabla general
| Equipo | Equipo                 | Pts. | PJ | PG | PE | PP | GF | GC | Dif. |
| ------ | ---------------------- | ---- | -- | -- | -- | -- | -- | -- | ---- |
| 1      | Estados Unidos         | 21   | 7  | 7  | 0  | 0  | 49 | 0  | +49  |
| 2      | México                 | 18   | 7  | 6  | 0  | 1  | 28 | 3  | +25  |
| 3      | Canadá                 | 18   | 7  | 6  | 0  | 1  | 32 | 1  | +31  |
| 4      | Puerto Rico            | 12   | 7  | 4  | 0  | 3  | 14 | 17 | -3   |
| 5      | Guatemala              | 10   | 5  | 3  | 1  | 1  | 7  | 6  | +1   |
| 6      | El Salvador            | 9    | 5  | 3  | 0  | 2  | 14 | 11 | +3   |
| 7      | Haití                  | 8    | 5  | 2  | 2  | 1  | 5  | 9  | -4   |
| 8      | Panamá                 | 7    | 5  | 2  | 1  | 2  | 9  | 5  | +4   |
| 9      | Jamaica                | 4    | 4  | 1  | 1  | 2  | 3  | 4  | -1   |
| 10     | Guyana                 | 3    | 4  | 1  | 0  | 3  | 3  | 12 | -9   |
| 11     | República Dominicana   | 3    | 4  | 1  | 0  | 3  | 6  | 16 | -10  |
| 12     | San Cristóbal y Nieves | 3    | 4  | 1  | 0  | 3  | 7  | 21 | -14  |
| 13     | Honduras               | 1    | 3  | 0  | 1  | 2  | 1  | 8  | -7   |
| 14     | Cuba                   | 0    | 3  | 0  | 0  | 3  | 3  | 8  | -5   |
| 15     | Nicaragua              | 0    | 3  | 0  | 0  | 3  | 1  | 10 | -9   |
| 16     | Trinidad y Tobago      | 0    | 3  | 0  | 0  | 3  | 2  | 15 | -13  |

### Goleadoras
| Jugadora          | Selección      | Goles |
| ----------------- | -------------- | ----- |
| Michelle Cooper   | Estados Unidos | 8     |
| Andrea Kitahata   | Estados Unidos | 7     |
| Olivia Smith      | Canadá         | 7     |
| Avery Patterson   | Estados Unidos | 6     |
| Aylín Avilez      | México         | 6     |
| Simone Jackson    | Estados Unidos | 6     |
| Brooke Hart       | Puerto Rico    | 5     |
| Maritza Maldonado | México         | 5     |
| Talia DellaPeruta | Estados Unidos | 5     |
| Holly Ward        | Canadá         | 4     |

## Clasificados aCosta Rica 2022
| Bandera de Costa Rica | Bandera de Estados Unidos | Bandera de México | Bandera de Canadá |
| Costa Rica Anfitrión  | Estados Unidos            | México            | Canadá            |

## Premios
| Premio        |  | Jugadora        | Selección      |
| ------------- |  | --------------- | -------------- |
| Balón de Oro  |  | Michelle Cooper | Estados Unidos |
| Bota de Oro   |  | Michelle Cooper | Estados Unidos |
| Guante de Oro |  | Anna Karpenko   | Canadá         |

| Premio                                |  | Selección |
| ------------------------------------- |  | --------- |
| Premio al Juego Limpio de la CONCACAF |  | México    |

MEJOR XI
| Portera       | Defensoras                            | Mediocampistas                                            | Delanteras                                  |
| ------------- | ------------------------------------- | --------------------------------------------------------- | ------------------------------------------- |
| Anna Karpenko | Emily Mason Zoe Burns Kinberly Guzmán | Alexis Missimo Florianne Jourde Emily Colton Aylín Avilez | Brooke Hart Michelle Cooper Natalia Mauleón |